# Розанна Барр
Розанна Черрі Барр (нар. 3 листопада 1952, Солт-Лейк-Сіті, Юта, США) — американська акторка, стендаперка, письменниця, телепродюсерка та телережисерка. За роль Розанни Гарріс-Коннер у ситкомі ABC «Розанна» (1988—1997, 2018) удостоєна премій «Еммі» та «Золотий глобус» у 1993 році.
У 1992 році отримала зірку на Алеї слави в Лос-Анджелесі за адресою 6767 Hollywood Boulevard.

## Життєпис
Народилася і виросла в Солт-Лейк-Сіті, штат Юта, у єврейській родині, старшою з чотирьох дітей Гелен (до шлюбу Девіс), бухгалтерки й касирки, та Джерома Гершела «Джеррі» Барра, який працював продавцем. Дідусь і прадід Баррів були іммігрантами з України, Росії, Литви та Австро-Угорщини, а її дідусь по батьковій лінії змінив своє прізвище з Борисовський на Барр після прибуття до США. Розанна зростала разом з молодшим братом Беном і молодшими сестрами — Джеральдін і Стефані.
На її єврейське виховання вплинула її побожна ортодоксальна єврейська бабуся по материнській лінії. Батьки Барр тримали своє єврейське походження в таємниці від сусідів і були частково залучені до Церкви Ісуса Христа Святих Останніх Днів. Барр зазначала: «У п'ятницю, суботу та неділю вранці я була єврейкою; у неділю вдень, у вівторок вдень і в середу вдень ми були мормонами».
Закінчила школу в 17 років. Потрапила в дорожньо-транспортну пригоду, в результаті якої отримала черепно-мозкову травму. Незабаром після аварії Барр потрапила до психіатричної лікарні. У закладі Барр в 1971 році народила доньку Бренді Браун, яку віддала на удочеріння (вона налагодила з дочкою стосунки через роки). Майже через рік перебування в установі Барр виписали. Коли їй було 18 років, Барр сказала родині, що їде відвідати друга в Колорадо, але так і не повернулася додому.
4 лютого 1974 року одружилася з Біллом Пентлендом, народила дочок Джессіку (1975) і Дженніфер (1976) та сина Джейка (1978). 16 січня 1990 року розлучилася. У 1983 році познайомилася з коміком Томом Арнольдом, з яким одружилася 20 січня 1990 року. Разом з Арнольдом вона інвестувала 16 мільйонів доларів у елітне житло та ресторан (Tom's Big Food Diner) в Елдоні. Їхні стосунки були ускладнені алкоголізмом і наркоманією Арнольда. Вони розлучилися 9 грудня 1994 року. 14 лютого 1995 року Барр одружилася з Беном Томасом, народила сина Бака (1995). У жовтні 2002 року вони розлучилися.
Мисткиня протягом життя бореться з депресією, суїцидом, харчовими розладами та наркотичною залежністю.

## Кар'єра
У 1970 році Розанна Барр почала кар'єру, виступаючи як стендаперка в клубах Денвера і Колорадо. Незабаром потрапила до Лос-Анджелеса, де почала з'являтися в The Comedy Store. У серпні 1985 року була гостею у телешоу NBC The Tonight Show з Джонні Карсоном у головній ролі. Отримала визнання аудиторії як Розанна Гарріс-Коннер у ситкомі ABC «Розанна» (1988—1997, 2018), який також продюсувала та режисерувала. Після закінчення зйомок Барр вела власне ток-шоу The Roseanne Show, яке виходило в ефір з 1998 по 2000 рік. Вона була на обкладинках таких журналів, як People, Esquire, Vanity Fair і Entertainment Weekly. Крім того, написала дві книги: «Моє життя жінки» (1989) і «Мої життя» (1994).
На кіноекрані Барр дебютувала роллю Рут Петчетт в чорній комедії «Дияволиця» (She-Devil, 1989) з Меріл Стріп. За озвучку Джулі в сімейній комедії Емі Гекерлінг «Дивись, хто говорить знову» (1990) вона була номінована на премію «Золота малина» як найкраща акторка другого плану. У 1997 році зіграла Злу Відьму із Заходу в нью-йоркській постановці «Чарівник країни Оз».
Розанна Барр знялася в комедійній драмі Ґаса Ван Сента «І пастушки отримують блюз» (Even Cowgirls Get the Blues, 1993) у ролі мадам Зої, у комедії Вейна Ванга та Пола Остера «Зі зневірою в особі» (Сині в обличчі, 1995) у ролі Дот та кримінальній комедії Джона Вотерса «Божевільний Сесіл Б.» (2000). Вона озвучила Меггі в анімаційному вестерні «Не бий копитом» (Home on the Range, 2004), Роузі в анімаційному телевізійному фільмі «Little Rosey» (1992) і Краанг Прайм у мультсеріалі «Черепашки Ніндзя» (2013—2014). Була гостею на малому екрані в таких серіалах, як «Інший світ» (1992), «Головний госпіталь» (1994), «Третя планета від Сонця» (1997), «Няня» (1997), «Мене звати Ерл» (2006), «Офіс» (2013), «Міллери» (2014) і «Крістель» (2015).
У 2012 році Розанна Барр балотувалася на посаду президента від Партії зелених, але Джилл Стайн перемогла. У The Forward вона згадала про балотування на пост прем'єр-міністра Ізраїлю.

## Вибрана фільмографія
| Рік       |    | Українська назва                | Оригінальна назва                  | Роль                                                                             |
| --------- | -- | ------------------------------- | ---------------------------------- | -------------------------------------------------------------------------------- |
| 1988—2018 | с  | Розанна                         | Roseanne                           | Розанна Коннер / Енн Марі / Джінні / Мері Річардс / Розі Коннер / Джинджер Грант |
| 1990      | ф  | Дивись, хто говорить знову      | Look Who's Talking Too             | Джулі                                                                            |
| 1991      | ф  | Фредді мертвий. Останній кошмар | Freddy's Dead: The Final Nightmare | бездітна жінка                                                                   |
| 1992      | с  | Інший світ                      | A Different World                  | дружина-грабіжниця                                                               |
| 1994      | с  | Головний госпіталь              | General Hospital                   | Дженніфер Сміт                                                                   |
| 1995      | ф  | Зі зневірою в особі             | Blue in the Face                   | Дот                                                                              |
| 1997      | с  | Третя планета від Сонця         | 3rd Rock from the Sun              | Джанет                                                                           |
| 1997      | с  | Няня                            | The Nanny                          | кузина Шейла                                                                     |
| 2000      | ф  | Божевільний Сесіл Б.            | Cecil B. DeMented                  | сама себе                                                                        |
| 2003      | мс | Футурама                        | Futurama                           | сама себе                                                                        |
| 2004      | мф | Не бий копитом                  | Home on the Range                  | Меґґі                                                                            |
| 2006      | с  | Мене звати Ерл                  | My Name Is Earl                    | Міллі Бенкс                                                                      |
| 2013      | с  | Портландія                      | Portlandia                         | в.о. міського голови/новий міський голова                                        |
| 2013      | с  | Офіс                            | The Office                         | Карла Ферн                                                                       |
| 2013—2014 | мс | Черепашки Ніндзя                | Teenage Mutant Ninja Turtles       | Краанг Прайм                                                                     |

## Нагороди та номінації
| Рік  | Нагорода            | Категорія                                            | Отримувач    | Результат |
| ---- | ------------------- | ---------------------------------------------------- | ------------ | --------- |
| 1988 | Золотий глобус      | Найкраща акторка в комедійному або музичному серіалі | Розанна Барр | Номінація |
| 1990 | Золотий глобус      | Найкраща акторка в комедійному або музичному серіалі | Розанна Барр | Номінація |
| 1991 | Золотий глобус      | Найкраща акторка в комедійному або музичному серіалі | Розанна Барр | Номінація |
| 1992 | Золотий глобус      | Найкраща акторка в комедійному або музичному серіалі | Розанна Барр | Перемога  |
| 1993 | Золотий глобус      | Найкраща акторка в комедійному або музичному серіалі | Розанна Барр | Номінація |
| 1992 | Kids' Choice Awards | Улюблена телеакторка                                 | Розанна Барр | Перемога  |
| 1993 | Kids' Choice Awards | Улюблена телеакторка                                 | Розанна Барр | Перемога  |
| 1995 | Kids' Choice Awards | Улюблена телеакторка                                 | Розанна Барр | Номінація |
| 1996 | Kids' Choice Awards | Улюблена телеакторка                                 | Розанна Барр | Номінація |
| 1997 | Kids' Choice Awards | Улюблена телеакторка                                 | Розанна Барр | Номінація |
| 1989 | Вибір народу        | Улюблена актриса в новому серіалі                    | Розанна Барр | Перемога  |
| 1989 | Вибір народу        | Улюблена комедійна актриса                           | Розанна Барр | Номінація |
| 1989 | Вибір народу        | Улюблена нова телекомедія                            | Розанна      | Перемога  |
| 1990 | Вибір народу        | Улюблена багатогранна артистка                       | Розанна Барр | Перемога  |
| 1990 | Вибір народу        | Улюблена телевізійна акторка                         | Розанна Барр | Перемога  |
| 1991 | Вибір народу        | Улюблена телекомедія                                 | Розанна      | Номінація |
| 1991 | Вибір народу        | Улюблена телевізійна акторка                         | Розанна Барр | Номінація |
| 1992 | Вибір народу        | Улюблена телевізійна акторка                         | Розанна Барр | Номінація |
| 1993 | Вибір народу        | Улюблена телевізійна акторка                         | Розанна Барр | Номінація |
| 1994 | Вибір народу        | Улюблена телевізійна акторка                         | Розанна Барр | Перемога  |
| 1995 | Вибір народу        | Улюблена телевізійна акторка                         | Розанна Барр | Перемога  |
| 1992 | Премія Еммі         | Найкраща жіноча роль у комедійному серіалі           | Розанна Барр | Номінація |
| 1993 | Премія Еммі         | Найкраща жіноча роль у комедійному серіалі           | Розанна Барр | Перемога  |
| 1994 | Премія Еммі         | Найкраща жіноча роль у комедійному серіалі           | Розанна Барр | Номінація |
| 1995 | Премія Еммі         | Найкраща жіноча роль у комедійному серіалі           | Розанна Барр | Номінація |
| 1993 | GLAAD Media Awards  | Премія «Авангард»                                    | Розанна Барр | Перемога  |

## Публікації
- Roseanne: My Life as a Woman. Harper & Row. 1989. ISBN 978-0-06-015957-3.
- My Lives. Ballantine Books. 1994. ISBN 0-345-37815-6.